# Aphragmus hobsonii
Aphragmus hobsonii är en korsblommig växtart som först beskrevs av Henry Harold Welch Pearson, och fick sitt nu gällande namn av Al-shehbaz och S.I. Warwick. Aphragmus hobsonii ingår i släktet Aphragmus och familjen korsblommiga växter. Inga underarter finns listade i Catalogue of Life.